# Aloe deinacantha
Aloe deinacantha ist eine Pflanzenart der Gattung der Aloen in der Unterfamilie der Affodillgewächse (Asphodeloideae). Das Artepitheton deinacantha leitet sich von den griechischen Worten deinos für ‚fürchterlich‘ sowie akantha für ‚Dorn‘ ab und verweist auf die kräftigen Zähne am Blattrand.

## Beschreibung

### Vegetative Merkmale
Aloe deinacantha wächst stammbildend, sprosst von der Basis aus und bildet Büsche. Der aufsteigende Stamm erreicht eine Länge von bis zu 175 Zentimetern und ist 3 Zentimeter dick Er ist mit trockenen Blättern besetzt. Die zwölf bis 16 aufsteigenden, schwertförmigen Laubblätter bilden Rosetten. Die hellgrüne Blattspreite ist bis zu 50 Zentimeter lang und 6 Zentimeter breit. Die rosafarbenen, weiß gespitzten Zähne am Blattrand sind 4 Millimeter lang und stehen 10 bis 15 Millimeter voneinander entfernt. Der Blattsaft ist gelb und gelb trocknend.

### Blütenstände und Blüten
Der Blütenstand besteht aus fünf bis sieben Zweigen und erreicht eine Länge von bis zu 70 Zentimeter. Die lockeren, zylindrisch-spitzen Trauben sind bis zu 30 Zentimeter lang. Die umgekehrt eiförmigen Brakteen weisen eine Länge von 1 bis 2 Millimeter auf. Die korallenroten, gelb gespitzten Blüten stehen an rötlich-grünen, 5 Millimeter langen Blütenstielen. Die Blüten sind 25 Millimeter lang. Auf Höhe des Fruchtknotens weisen die Blüten einen Durchmesser von 4 bis 5 Millimeter auf. Ihre äußeren Perigonblätter sind nicht miteinander verwachsen. Die Staubblätter und der Griffel ragen bis 5 Millimeter aus der Blüte heraus.

## Systematik und Verbreitung
Aloe deinacantha ist auf Madagaskar verbreitet.
Die Erstbeschreibung durch Thomas A. McCoy, Bakolimalala Rakouth und John Jacob Lavranos wurde 2008 veröffentlicht.

## Nachweise